# 聖馬丁縣 (聖胡安省)

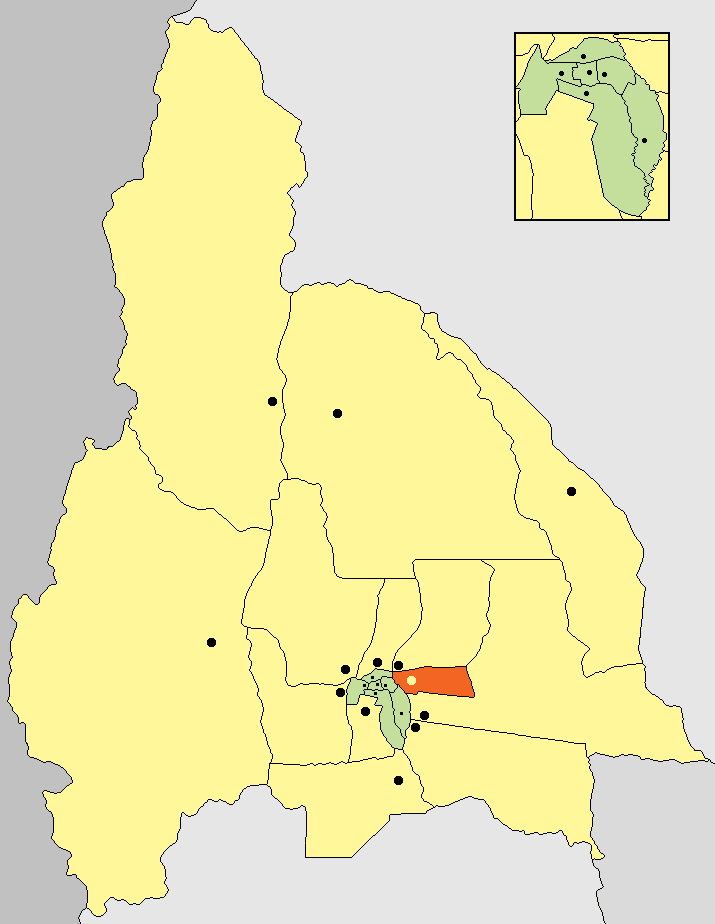

31°30′51″S 68°21′8″W / 31.51417°S 68.35222°W
聖馬丁縣（西班牙語：Departamento San Martín），是阿根廷的縣份，位於該國西部聖胡安省，首府設於聖馬丁鎮，始建於1942年12月19日，面積435平方公里，2010年人口10,899，人口密度每平方公里25.06人。